# Apartament interbelic, zonă superbă, ultracentrală
Apartament interbelic, zonă superbă, ultracentrală este un film românesc din 2016 regizat de Sebastian Mihăilescu. Rolurile principale au fost interpretate de actorii Iulian Postelnicu, Maria Popistașu. A intrat în concurs în competiția internațională a Festivalului de Film NexT. Scenariul fimului este o adaptare după a povestirii lui Raymond Carver  „Care-i problema?” (engleză: „Are These Actual Miles?”). 

## Distribuție
- Iulian Postelnicu — Radu[2]
- Claudiu Dumitru — Cumpărător
- Maria Popistașu — Ioana